# Jan Rozdrażewski (tenutariusz Bolesławca)
Jan Rozdrażewski h. Doliwa (lata życia nieznane, zm. po 1475) – tenutariusz Bolesławca k. Wielunia. Syn Jarosława (zm. 1467 lub 1468), miecznika i (potem) podkomorzego kaliskiego, oraz Jadwigi.

## Życiorys
Brat Mikołaja, Anny, Doroty i Jadwigi. Żonaty z Elżbietą, protoplasta ważnej w XVI i XVII wieku linii rodu Rozdrażewskich, ojciec kasztelana kamieńskiego Jana Rozdrażewskiego (zm. 1527/28).